# First Team: Juventus
First Team: Juventus è un docu-reality sportivo del 2018 che ha come protagonista la società calcistica italiana della Juventus. Distribuita da Netflix, si tratta della prima serie televisiva trasmessa on demand a livello mondiale incentrata sul mondo del calcio e, in particolare, su di un club.

## Descrizione
Il docu-reality segue gli avvenimenti che coinvolgono la prima squadra della Juventus nel corso della stagione 2017-2018. La narrazione, affidata nella versione originale a D. B. Sweeney, pur non tralasciando l'ambito sportivo si focalizza maggiormente sulle vicende private dei singoli giocatori, a partire dal capitano Gianluigi Buffon, oltre all'allenatore Massimiliano Allegri e alla storica bandiera Alessandro Del Piero; viene inoltre approfondita la tradizione bianconera che ne fa un unicum nel panorama calcistico, dal duraturo legame con la famiglia Agnelli al rapporto con vittorie e sconfitte.

## Puntate
| nº | Titolo originale | Titolo italiano | Pubblicazione    |
| -- | ---------------- | --------------- | ---------------- |
| 1  | Episode 1        | Episodio 1      | 16 febbraio 2018 |
| 2  | Episode 2        | Episodio 2      | 16 febbraio 2018 |
| 3  | Episode 3        | Episodio 3      | 16 febbraio 2018 |
| 4  | Episode 4        | Episodio 4      | 6 luglio 2018    |
| 5  | Episode 5        | Episodio 5      | 6 luglio 2018    |
| 6  | Episode 6        | Episodio 6      | 6 luglio 2018    |

## Distribuzione
Le prime 3 puntate del docu-reality sono state distribuite il 16 febbraio 2018 in tutti i territori in cui Netflix è disponibile, anche in Ultra HD 4K, mentre le restanti 3 sono state distribuite da Netflix nel corso dell'estate dello stesso anno.

## Accoglienza
La critica si è trovata concorde nel descrivere i primi tre episodi di First Team: Juventus come un'operazione realizzata prettamente per un pubblico internazionale. Un prodotto pensato non per chi è già tifoso bianconero, bensì per attrarre e promuovere la squadra verso nuovi e potenziali bacini di tifo in tutto il mondo: in questo senso viene vista la presenza nel racconto di varie informazioni «superflue» per il pubblico italiano, ma atte «a rendere il prodotto più internazionale e alla portata di tutti».
La testata statunitense Sports Illustrated ha posto accento positivo su di una produzione di livello cinematografico, e sulla scelta narrativa di focalizzarsi sul privato dei calciatori, differenziandosi in questo da precedenti docu-reality prettamente legati all'ambito sportivo quali Hard Knocks o 24/7 di HBO; in quest'ultimo caso, tuttavia, è stata sottolineata la delusione per un racconto a conti fatti molto formale, talvolta carente di forti elementi emozionali, quasi di fragilità, che potevano far emergere un lato ancor più intimo e reale del quotidiano di calciatore.
L'edizione italiana di Esquire la definisce «una serie molto americana», lodandone anch'essa l'alto livello realizzativo messo in campo da Netflix, ma in cui il riferimento di un target internazionale sfocia in uno dei pochi difetti per il pubblico italiano, la presenza di «poco calcio» a scapito di un racconto più ampio dell'universo bianconero, rivolto più ai teenager d'oltreoceano che ai tifosi juventini.